# ヘプトーンズ
ヘプトーンズ（英: The Heptones）は、ジャマイカのロックステディ／レゲエ・グループ。1963年に結成された。

## 来歴
もともと機械工アール・モーガンと通信社で働くバリー・ルウェリンのデュオだったが、そこに溶接工リロイ・シブルスが加わり、トリオとなった。メンバーは三人ともキングストンのトレンチタウンで生まれている。グループ名は最初「ヘプト・ワンズ」だったが、それが転化して「ヘプトーンズ」となった。先輩コーラス・トリオ「パイオニアーズ」に歌を教わったこともある。
1965年にスタジオ・ワンのオーディションを受けてデビューし、コーラス・グループ全盛期に多くのレコードを残した。1971年のアルバム「フリーダム・ライン」までスタジオ・ワンの人気グループとして活躍していたが、コクソン・ドッドからは正当な報酬をもらえず、いつもだまされていた。以後はジョー・ギブス、ジェフリー・チャン、ハリー・ジョンソンなどのプロデューサーと仕事をするようになる。
1976年にリード・ヴォーカルのリロイ・シブルスが、リー・ペリー制作のブラック・アーク作品「パーティー・タイム」を最後に脱退。その後、グループははナゴ・モリスを迎えて活動していたが、1995年にはオリジナル・メンバーで活動再開した。

## ディスコグラフィー

### アルバム
- The Heptones [aka Fattie Fattie] (1967) スタジオ・ワン
- On Top [aka Best Of The Heptones] (1968) Studio One
- Black is Black [aka Ting a Ling] (1970) Studio One
- Freedom Line (1971) Studio One
- Meet The Now Generation (1972) ジョー・ギブス
- Book of Rules (1973)
- Cool Rasta (1975) Trojan
- Night Food (1976) アイランド・レコード
- Party Time (1977) Island
- Better Days [aka Observer's Style] (1978)
- Good Life (1979)
- Mr. Skabeana (with アルトン・エリス) (1980)
- On The Run (1982)
- Back on Top (1983)
- In A Dancehall Style (1983)
- Swing Low (1985)
- Changing Times (1986)
- A Place Called Love (1987)
- Sing Good Vibes (1988)
- Mr. "T" (1991)
- Observer's Style (1994)
- Pressure! (1995)

### コンピレーション・アルバム
- Wonderful World With The Heptones (1994) ライノ・エンタテインメント
- Sea Of Love (1997) Heartbeat